# كلوديا ميشلسن
كلوديا ميشلسن (بالألمانية: Claudia Michelsen)‏ (و. 1969 – م) هي ممثلة، وممثلة مسرحية، وممثلة أفلام من ألمانيا . ولدت في دريسدن.

## روابط خارجية
- كلوديا ميشلسن على موقع IMDb (الإنجليزية)
- كلوديا ميشلسن على موقع مونزينجر (الألمانية)
- كلوديا ميشلسن على موقع ألو سيني (الفرنسية)
- كلوديا ميشلسن على موقع ميوزك برينز (الإنجليزية)
- كلوديا ميشلسن على موقع أول موفي (الإنجليزية)
- كلوديا ميشلسن على موقع قاعدة بيانات الأفلام السويدية (السويدية)
- كلوديا ميشلسن على موقع ديسكوغز (الإنجليزية)
- كلوديا ميشلسن على موقع قاعدة بيانات الفيلم (الإنجليزية)
- كلوديا ميشلسن على موقع كينوبويسك (الروسية)